# Lev svetega Marka
Lev svetega Marka, ki predstavlja Marka evangelista, upodobljen v obliki krilatega leva, je vidik Tetramorfa. Na vrhu stolnice svetega Marka je upodobljen, kako drži Sveto pismo in premaguje zlatega leva, ki je simbol mesta Benetk in nekdanje Beneške republike.
Najdemo ga tudi v simbolu grškega pravoslavnega patriarhata v Aleksandriji. Pojavlja se v trgovskih in vojaških pomorskih zastavah Italijanske republike. Lev svetega Marka je tudi simbol nagrade Beneškega filmskega festivala "Zlati lev" in zavarovalnice Assicurazioni Generali.

## Simbolika
Predstava kot lev izhaja iz Markovega opisa Janeza Krstnika kot »... Glas vpijočega v puščavi: Pripravite Gospodovo pot,
zravnajte njegove steze« (Mr 1,3), kar so umetniki primerjali rjovečemu levu. Krila izhajajo iz Ezekiela (Ezk 1,10) in uporabe prerokove vizije štirih krilatih bitij na evangeliste. Te se ponovno pojavljajo v Razodetju Raz 4,7.
Druga povezava Marka in levov izhaja iz zgodbe, ki jo pripoveduje Severus Ebn-El-Mokafa: »Nekoč sta se Janezu Marku in njegovemu očetu Arostalisu prikazala lev in levinja, ko sta potovala po Jordaniji. Oče je bil zelo prestrašen in je prosil sina pobegniti, medtem ko je čakal na svojo usodo. Janez Marko je očetu zagotovil, da ju bo Jezus Kristus rešil in začel moliti. Obe zverini sta padli mrtvi in zaradi tega čudeža je oče verjel v Kristusa.«
Na nekaterih upodobitvah lev nasloni svoje sprednje tace na tla, pogosto v mestih z rekami ali v mestih blizu vode, kar kaže na beneško uravnoteženo moč na kopnem in morju.

## Marko in Benetke
Beneško izročilo pravi, da je Marko, ko je potoval po Evropi, prispel do lagune v Benetkah, kjer se mu je prikazal angel in rekel: Pax tibi Marce, evangelista meus. Hic requiescet corpus tuum. (»Mir s teboj, o Marko, moj evangelist. Tu bo počivalo tvoje telo.«). To tradicijo sta Rustico da Torcello in Bon da Malamocco leta 828 uporabila kot opravičilo za krajo Markovih posmrtnih ostankov iz njegovega groba v Aleksandriji in jih preselila v Benetke, kjer so jih na koncu pokopali v baziliki svetega Marka. 
Petnajst metrov visok bronast kip leva stoji na vrhu stebra iz egiptovskega granita na Trgu sv. Marka. V laguno so ga prinesli v 12. stoletju in tam je ostal, dokler ga Napoleon ni preselil v Pariz. Vrnjen leta 1815, je padel in bil obnovljen. S podstavka so ga premaknili šele ob koncu 1800-ih zaradi obnove in med drugo svetovno vojno v hrambo. Lev je bil v 1990-ih podvržen skrbnim obnovitvenim delom. Restavratorji verjamejo, da je njegovo telo staro približno 2300 let.
Na pročelju Doževe palače so v reliefu vklesani levi in tudi na Scuola Grande di San Marco. Na grbih papežev Pija X., Janeza XXIII. in Janeza Pavla I. je lev sv. Marka v priznanje njihovih prejšnjih položajev kot beneških patriarhov.
Viden je tudi na več mestih v rimskem predelu Giuliano-Dalmata (vključno s cerkvijo San Marco Evangelista v Agro Laurentino), ki so jo po drugi svetovni vojni naselili begunci iz Julijske marke (nekdanje beneško ozemlje).
Ime leva svetega Marka v beneškem jeziku je Leòn de San Marco.

## Opis
Beneški lev se pojavlja v dveh različnih oblikah. Ena je kot krilata žival, ki počiva na vodi, da simbolizira prevlado nad morji, pod šapo drži evangelij sv. Marka. Te živali je mogoče videti po vsem Sredozemlju, običajno na vrhu klasičnega kamnitega stebra. 
Druga oblika je znana kot lev in moleca, v obliki rakovice. Tu je lev upodobljen s polnim obrazom s krili, ki so obkrožena okoli glave in so podobni krempljem rakov. Izhaja iz vode, tako da je lev in moleca povezan z laguno in mestom, medtem ko naj bi bil stoječi krilati lev bolj povezan z beneškim ozemljem okoli Sredozemlja.
Latinske besede, vgravirane v knjigi, so Pax Tibi Marce Evangelista Meus, kar pomeni Mir tebi, Marko, moj evangelist.
Drugi elementi, ki so pogosto vključeni v upodobitve leva, vključujejo halo nad glavo, knjigo ali meč v njegovih šapah.
V britanski heraldiki se »lev sv. Marka« običajno uporablja za vse krilate leve. Te figure so upodobljene v orožju kot mimoidoči in pogosteje kot sedeči, pojavljajo pa se tudi kot podporniki. Heraldist Arthur Charles Fox-Davies pa je pravega leva svetega Marka opredelil kot tistega, ki se uporablja posebej v verskih značkah za označevanje svetnika in za halo.

## Galerija
- Zastava Beneške republike (sredina 14. stoletja)
- Zastava Beneške republike
- Zastava pokrajine Benečija
- Beneški grb
- Zastava italijanske mornarice
- Zemljevid iz leta 1651, ki prikazuje leva svetega Marka nad Kreto
- Medalja za osvojitev Moreje  Francesca Morosinija
- Zastava republike San Marco (1848)
- Grb Oberickelsheima
- Grb papeža Janeza Pavla I
- Grb Beneške republike in sedanji Beneški grb
- Lev sv. Marka na beneškem grbu
- Marxzellov grb
- Grb Saint-Marc-Jaumegarde
- Zastava Septinsular republike
- Zastava Združenih držav Jonskih otokov
- Lev sv. Marka v gradu Othello v Famagusti na Cipru
- Detajl strehe stolnice svetega Marka v Benetkah.
- Lev svetega Marka na Porta di Santa Maria in Chioggia
- Lev iz svetega Marka pred škofovsko palačo - Galveston, Teksas
- Lev sv. Marka s ploščo na vrhu stavbe Generali v Jeruzalemu
- Lev sv. Marka iz letala Ansaldo SVA 87ma squadriglia La Serenissima, ki je zaslovel po letu nad Dunajem.
- Oznake afriške vojske Združenih držav Amerike v Caserma Ederle
- Oznake na rokavih ameriškega 332. pehotnega polka (Združene države), ki je v prvi svetovni vojni služil ob strani italijanskih čet.